# SBMオフショア
SBMオフショア（オランダ語: SBM Offshore N.V.）は、オランダ・スヒーダムに拠点を置く多国籍企業。海上での原油や天然ガス等の掘削を行う際に用いる石油プラットフォームの販売及びサービスを主な事業としている。SBMオフショアの前身は1950年代前半に海上での作業から始まっており、SBMオフショア自身も、モノブイの先駆者となった.。SBMオフショアは浮遊式生産貯蔵出荷設備（FPSO、Floating Production Storage and Offloading）をリース、運営しており、自動船位保持装置（dynamically positioned）付きの掘削船、ジャックアップ式リグ、海上用のクレーンにも携わっている。ユーロネクスト・アムステルダムに上場している。

## 事業内容
SBMオフショアはFPSOを通して石油やガスの掘削、生産を行う初の会社であった。FPSOのリースや運営を通して、企業活動を広げ、SBMは今では世界最大規模のFPSOを保有、運営している。FPSO以外にも、海洋設備の設計、運営、警備、メンテナンスを行っている。近年、Linde AGと提携し、天然ガス用のFPSOの生産が増加している。
SBMオフショアはSchiedam、モナコ、クアラルンプール、ヒューストンの4か所から主に事業を運営しており、世界中では3,000人を超える従業員を雇用している。2009年8月18日、SBMオフショアは、ロイヤル・ダッチ・シェルに液化天然ガス採掘プロジェクトのためのタレット係留装置（turret mooring systems）を提供する契約を交わしたと発表した。契約期間は15年間であり、このタレット係留装置において天気に左右されることなく、1年間で液化天然ガスを350万トン生産する予定である。

### グループ関連会社
- Single Buoy Moorings Group of Companies
- SBM Atlantia Inc., Houston
- Gusto B.V.
- Marine Structure Consultants (MSC) B.V.
- GustoMSC Inc.
- SBM Malaysia Sdn. Bhd., Kuala Lumpur